# 마이크로소프트 엑셀
마이크로소프트 엑셀(Microsoft Excel)은 마이크로소프트 윈도우와 OS X에서 작동하는 마이크로소프트사에서 개발해 판매하는 스프레드시트 프로그램이다. 마이크로소프트 오피스의 일부이다. 회계 및 각종 데이터베이스 관리에 주로 사용된다.

## 특징
데이터를 분석하고 보다 풍부한 정보를 바탕으로 비즈니스 결정을 내리기 위해 통합 문서(스프레드시트 모음)를 만들고 해당 서식을 지정할 수 있다. 마이크로소프트 엑셀을 사용하면 데이터를 추적하고, 데이터 분석을 위한 모델을 만들고, 해당 데이터에 대한 계산을 실행하기 위한 수식을 작성하고, 다양한 방식으로 데이터를 피벗하고, 다양한 전문가 수준의 차트에 데이터를 나타내는 등의 작업을 실행할 수 있다.

## 역사
마이크로소프트는 CP/M 시스템에서 매우 널리 사용되었던 멀티플랜이라는 스프레드시트 프로그램을 1982년에 출시했으나, MS-DOS 시스템에서는 로터스 1-2-3에 그 인기가 밀렸다. 이는 더그 클런더(Doug Klunder)의 말에 따르면  '1-2-3으로 할 수 있는 것은 모두 할 수 있고, 더 잘 할 수 있도록' 하기 위해서 엑셀이라고 명명된 새로운 스프레드시트 프로그램의 개발을 촉진했다. 첫 번째 엑셀 버전은 매킨토시용으로 1985년에 출시되었고, 1987년 11월에는 최초의 윈도우용 버전(매킨토시용과의 라인업을 위해 버전 번호는 2.0으로 지정되었고, 런타임 윈도우 환경이 함께 포함되어 있었음)이 출시되었다. 로터스사는 윈도우용의 1-2-3을 개발하는 데 더뎠고, 1988년에 이르러 1-2-3의 판매량을 엑셀이 웃돌기 시작해, 마이크로소프트를 PC용 소프트웨어 제작사의 선두의 위치에 이르게 하는 데 도움이 되었다. 이 성과를 통해, 마이크로소프트는 소프트웨어 시장에서 확실한 경쟁자로서의 위치가 확고해졌으며 그래픽 기반 소프트웨어 개발의 미래를 보여주었다. 마이크로소프트는 매 2년 정도마다 새로운 버전을 출시함으로써 이런 우세를 이어나갔다. 1993년의 엑셀 버전 5 이래로 스프레드시트 프로그램 시장에서 압도적으로 지배적인 위치를 차지하고 있다. 현재의 엑셀 버전은 15이며, 마이크로소프트 엑셀 2013으로 불린다.
초기의 엑셀은 이미 "엑셀(Excel)"이라는 이름의 소프트웨어 패키지를 판매하고 있던 다른 회사에 의해 상표권 소송의 대상이 되었다. 그 분쟁의 결과 마이크로소프트는 공식적인 언론 보도문이나 법정 문서에서 이 프로그램을 지칭할 때 "마이크로소프트 엑셀"이라고 해야만 했으나, 시간이 흐름에 따라서 흐지부지되었다.
엑셀은 많은 사용자 인터페이스를 조정할 수 있는 기능을 제공하지만, 그 사용자 인터페이스의 핵심은 최초의 스프레드시트인 비지칼크의 것(셀들은 행과 열로 구성되고, 다른 셀들에 대한 상대 또는 절대적인 참조와 함께 데이터와 수식을 담을 수 있음)을 유지하고 있다.
엑셀은 스프레드시트의 외양(글꼴, 글자 속성 및 셀 외양 등)을 사용자가 지정할 수 있게 한 최초의 스프레드시트였다. 또한 기존의 스프레드시트 프로그램들이 매번 또는 사용자의 명령이 있을 때만 재계산을 했던 것에 비해 연관된 셀들에 대해서만 재계산을 수행하는 기능을 갖고 있었다. 엑셀은 또 방대한 그래프 기능도 갖고 있었다.
1993년에 최초로 마이크로소프트 오피스에 포함되었을 때, 당시 IBM PC에서 킬러 애플리케이션이었던 엑셀과의 일관성 유지를 위해 워드와 파워포인트의 GUI가 재설계되어야만 했다.
1993년부터 엑셀은 비주얼 베이직에 기반해 엑셀에서의 작업 자동화와 워크시트에서의 사용자 지정 함수(UDF, User defined function) 사용을 가능하게 한 VBA(Visual Basic for Application) 언어를 포함했다. 이후의 버전에서 통합 개발 환경(IDE, Integrated development environment)을 제공한 VBA는 이 프로그램에 매우 큰 강점이 되었다. 사용자의 움직임을 재수행할 수 있는 매크로 녹음 기능은 일반적인 작업의 자동화를 가능하게 했다. VBA는 사용자와 대화할 수 있는 폼(form)과 워크시트 내 컨트롤(control)의 생성을 가능하게 한다. 이 언어는 ActiveX(COM)과 동적 연결 라이브러리의 사용(생성은 안 됨)을 지원하며, 이후의 버전에서는 기본적인 객체지향 프로그래밍 기술을 사용할 수 있도록 클래스 모듈을 지원한다.
VBA가 제공하는 자동화 기능은 엑셀을 매크로 바이러스의 대상으로 노출시켰다. 마이크로소프트는 이에 대응하기 위해 모든 매크로를 사용하지 않거나, 워크북을 열 때 매크로를 사용 가능하게 하거나 신뢰할 수 있는 인증서를 가진 모든 매크로를 허용할 수 있게 하는 기능을 추가했다.
버전 5.0부터 9.0까지의 엑셀은 여러 가지의 이스터 에그를 담고 있으나, 버전 10 이후부터는 마이크로소프트에서 더 이상 이스터 에그를 담지 않고 있는 것으로 보인다.

## 기본 확장자
엑셀의 파일 포맷은 오피스 오픈 XML를 기반으로 만들었으며, .xls, .xlsx, .xlsm, .xlsb라는 확장자를 사용한다.

## 같이 보기
- 마이크로소프트 오피스